# Комиссия Баррозу
Комиссия Баррозу — Европейская комиссия, которая сменила комиссию Проди и исполняла свои полномочия с 22 ноября 2004 года по 31 октября 2014 года (1 ноября 2014 года её сменила комиссия Юнкера). Председатель комиссии — Жозе Мануэл Дуран Баррозу, который возглавляет 26 комиссаров (по одному от каждого члена ЕС, кроме Португалии, откуда сам Баррозу). 16 сентября 2009 года Баррозу был переизбран Европейским парламентом на следующие 5 лет, а состав комиссии был утверждён 9 февраля 2010 года.
Комиссия Баррозу стала более «президентской» по сравнению с её предшественниками. Влияние отдельных комиссаров падало, а важность председателя увеличивалась. Это можно объяснить появлением новых комиссаров (численность возросла с 20 до 27 человек) из-за расширения союза в 2004 и 2007 годах. За время деятельности комиссии удалось принять несколько больших законопроектов, включая REACH, Директиву об услугах на внутреннем рынке (акт, закрепивший общие правила единого рынка услуг ЕС).

## История
Баррозу был первый раз утверждён парламентом в июле 2004 года. Его кандидатуру поддержали 413 депутатов. А вот предложенный им вариант состава комиссии был отвергнут парламентом, в частности из-за кандидата на пост комиссара по вопросам юстиции, свобод и безопасности Рокко Бутильоне и его слишком консервативных, по мнению парламентариев, высказываний. Баррозу пришлось уступить парламенту и убрать Бутильоне из списка кандидатов. В таком составе комиссия начала работу 22 ноября 2004 года. В 2007 году к неё присоединились ещё два комиссара: от Болгарии и Румынии.

### Кандидаты в председатели
Комиссия Проди завершала мандат в конце октября 2004 года, поэтому после выборов в Европейский парламент в июне 2004 начали рассматривать возможных кандидатов в председатели. Кандидатура премьер-министра Бельгии Ги Верхофстадта пользовалась сильной поддержкой со стороны Ирландии, Франции и Германии, которые считали его убеждённым сторонником интеграции Европы. Однако против кандидатуры федералиста выступили Испания, Соединённое королевство, Италия, Польша. Их недовольство вызывала критика Верхофстадтом Иракской войны и его оппозиция упоминанию Бога в Европейской Конституции. Другой возможной кандидатурой был премьер министр Ирландии Берти Ахерн, но он не изъявил желания работать в комиссии.
Вследствие победы «Европейской народной партии» на выборах партийные функционеры хотели делегировать своего представителя на пост председателя. Предлагались кандидатуры премьер-министра Люксембурга Жан-Клод Юнкера (отказался) и канцлера Австрии Вольфганга Шюсселя, который состоял в коалиции с националистической «Австрийской партией свободы», что его во многом дискредитировало.
Баррозу стал лидирующим кандидатом, хотя и считался компромиссной фигурой, оставшейся после отклонения остальных претендентов. Парламент утвердил Дурана Баррозу председателем 22 июля 2004 года с 413 голосами за и 215 против (44 воздержавшихся). Большую поддержку он получил от Европейской народной партией.

### Слушания по составу комиссии
Баррозу решил, что женщины будут составлять одну треть от числа всех комиссаров и что самые важные должности будут отданы не представителям самых больших стран, а наиболее способным специалистам. Его идея о распределении должностей независимо от размера государства принесла ему некоторые «политические очки». Кандидаты были предложены национальными правительствами, и парламент проводил слушания, чтобы определить их пригодность, с 27 сентября до 11 октября.
Во время слушаний евродепутаты усомнились в нескольких кандидатах: Ингрида Латимира (комиссар по налогообложению и таможенному союзу), Ласло Ковач (энергетика), Марианн Фишер Боэль (сельское хозяйство). Наиболее спорным кандидатом был Рокко Бутильоне (комиссар по вопросам юстиции, свобод и безопасности) из-за его слишком консервативных высказываниях о положении женщин в браке и о гомосексуализме. Это сделало его в глазах многих депутатов неподходящим для работы по защите гражданских прав в ЕС.
«Партия европейских социалистов» находилась в сильной оппозиции к предложенному составу комиссии, «Народная партия» поддерживала кандидатуры, тогда как либералы разошлись во мнениях. Социалисты грозили, что не будут голосовать за комиссию, оставив её судьбу на расколовшихся либералов. Над Баррозу нависла угроза стать первым председателем, чью комиссию отвергнет парламент. «Народная партия», в свою очередь, потребовала, что если уберут Бутильоне, то должны убрать и одну кандидатуру от социалистов.
Баррозу пришлось сдаться, отозвать предложенный состав комиссии и произвести перестановки. Бутильоне был заменён Италией на министра иностранных дел Франко Фраттини, Ласло Ковач стал кандидатом в комиссары по налогообложению, а вместо Ингриды Латимиры Латвия предложила Андриса Пиебалгса на пост комиссара по энергетике.
Комиссия была утверждена 18 ноября 2004 года. 449 голосов за, 149 против, 82 воздержавшихся. Баррозу получил поддержку от трёх главных партий в Европарламенте.

### Расширение 2007 года
Румыния и Болгария присоединились к ЕС 1 января 2007 и получили по одному посту комиссара. Таким образов в комиссии стало 27 комиссаров. Оба кандидата, предложенные новыми странами-членами, были одобрены парламентом 12 декабря 2006. Меглена Кунева, выдвинутая Болгарией, стала комиссаром по защите прав потребителей, получив 583 голоса в свою поддержку, 21 голос против. 28 депутатов воздержались при голосовании.
Румыния сначала выдвинула сенатора Варужана Восканяна, который столкнулся с оппозицией в лице социалистов и самих комиссаров из-за его крайне правых взглядов и отсутствия опыта по вопросам ЕС. Тогда был выдвинут Леонард Орбан, которого утвердили на пост еврокомиссара по многоязычию. Тогда появились критические мнения о важности этого портфеля. Лидер социалистов Мартин Шульц предложил, что новый комиссар должен сосредоточиться на делах национальных меньшинств, но Баррозу с ним не согласился. За Орбана проголосовали 595 депутатов, 16 против и 29 воздержались при голосовании.

### Досрочные отставки
В марте 2008 комиссар Маркос Киприану покинул комиссию, для того чтобы стать министром иностранных дел Кипра. На его место была назначена Андрулла Виссилиу, утверждённая парламентом 9 апреля.
После парламентских выборов в Италии 23 апреля 2008 года Франко Фраттини отправился в новое правительство на должность министра иностранных дел. Обязанности Фраттини по вопросам юстиции, свобод и безопасности были временно переданы комиссару Барро, который отвечал тогда за транспорт. Италия предложила на освободившийся пост ультраправого кандидата Антонио Таяни. Председатель Баррозу, помня недовольство депутатов Рокко Бутильоне, другим сильно консервативным политиком, предложил передать Таяни портфель по транспорту и оставить Барро на должности комиссара по юстиции, так как комиссар по транспорту менее чувствительная позиция (но представляющая определённый интерес для Италии в связи с проблемами Алиталии). Парламент одобрил Таяни 18 июня 2008 года 507 голосами за, 53 против (64 воздержались при голосовании).
Комиссар по торговле Питер Мандельсон оставил комиссию в октябре 2008 года и стал государственным секретарём Великобритании по бизнесу. Его заменила баронесса Эштон.
После выборов в Европейский парламент 2009 года два комиссара перешли в парламент, став депутатами: Данута Хюбнер (комиссар по региональной политике, Польша) и Луи Мишель (комиссар по развитию и гуманитарной помощи, Бельгия). Их заменили Павел Самецки (4 июля) и Карел де Гюхт (17 июля) соответственно.
Место Дали Грибаускайте, избравшейся на пост Президента Литвы, занял 1 июля 2009 года Альгирдас Шемета.
Ян Фигель ушёл из комиссии в сентябре 2009 года после избрания на пост председателя «Христианско-демократического движения». 1 октября его заменил Марош Шевчевич.

### Утверждение Баррозу на второй срок
В 2008 Николя Саркози и Сильвио Берлускони заявили о поддержке кандидатуры Баррозу на второй срок председателя комиссии. 19 июля 2008 Баррозу впервые объявил, что согласен пойти на второй срок, и его поддержала партия консерваторов.. На выборах 2009 года «Европейская народная партия» сохранила наибольшее количество мест, но без большинства в парламенте. Хотя ни социалисты, ни либералы, пришедшие вторыми и третьими соответственно, не смогли выдвинуть своих кандидатов на пост председателя комиссии, они сформировали своеобразную коалицию, чтобы добиться как можно больше уступок от Баррозу. Так, они потребовали предоставить план действий комиссии на следующие пять лет в письменном виде. До этого Баррозу мало распространялся о своих планах. Также партии выдвинули ему несколько условий, в том числе включение своих представителей на ключевые посты в комиссии. Были и попытки отложить голосование до ратификации Лиссабонского договора, в соответствии с которым за председателя Еврокомиссии должно проголосовать абсолютное большинство депутатов.
В начале сентября Баррозу проводил встречи с парламентскими группами. 9 сентября прошли переговоры с социалистами. 10 сентября Баррозу провёл открытые дебаты с «зелёными», самыми последовательными его критиками. После дебатов на пленарном заседании 15 сентября, на котором Баррозу представил программу действий Еврокомиссии, «Народная партия», «Европейские консерваторы и реформисты» и «Альянс либералов и демократов за Европу» заявили о поддержке кандидатуры Баррозу. Социалисты, «Зелёные» и евроскептики из «Европы за свободу и демократию» остались её противниками, раскритиковав либералов за перемену взглядов. Голосование прошло 16 сентября. Жозе Мануэль Баррозу был переутверждён на второй срок (382 депутата высказались за, 219 против, 117 воздержались).

### Утверждение комиссии на второй срок
Хотя Жак Барро хотел остаться в комиссии, президент Саркози выдвинул Мишеля Барнье. Владимир Шпидла также был заинтересован в продолжении работы, но его партия перестала входить в правительство Чехии. Бенита Ферреро-Вальднер потеряла поддержку в Австрии и была смещена. Маргот Валльстрем, вице-председатель комиссии и комиссар по институциональным связям и коммуникационной стратегии, не захотела работать в комиссии третий срок и раскритиковала свою должность за отсутствие реальных полномочий. Она предложила, чтобы её преемник стал «гражданским комиссаром», занимающимся проблемой законодательства и программой «Эразмус». Для того чтобы заручиться поддержкой либералов в парламенте, Баррозу предложил создать должности комиссара по гражданским свободам и комиссара по внутренним делам и миграции (который должен разработать общую миграционную политику), разделив портфель комиссара по юстиции, свободе и безопасности.
Хотя Баррозу стремился к увеличению количества женщин в комиссии, в новом составе женщин только на одну больше, чем в прошлом. В новой команде у председателя шесть заместителей: Кэтрин Эштон (первый вице-председатель), Вивиан Рединг, Хоакин Альмуния, Сийм Каллас, Нели Крус, Антонио Таяни и Марош Шефчович.
Первый кандидат от Болгарии Румяна Желева была вынуждена отказаться от мандата, так как евродепутаты, в основном от левых фракций, усомнились в её компетенции и обвинили в финансовых нарушениях. Болгария предложила вместо Желевы Кристалину Георгиеву. Это обстоятельство отложило голосование по составу комиссии. Другим комиссаром, имевшим шансы не быть утверждённым, была Неели Крус, которая не совсем удачно выступила на слушаниях. Однако европарламентарии пригласили её на второй этап, где Крус смогла получить больше поддержки.
Парламент утвердил новую комиссию 9 февраля. 488 депутатов высказались за (консерваторы, либералы и социалисты), 137 против («Зелёные» и крайне левые) , 72 воздержались, включая «Европейских консерваторов и реформистов». «Зелёные» критиковали другие партии за то, что они голосуют в поддержку комиссии, не чувствуя особого энтузиазма в отношении неё.
В обмен на одобрение комиссии парламент заключил соглашение с Баррозу, дающее право председателю Европейского парламента посещать заседания Еврокомиссии. Председатели соответствующих парламентских комитетов смогут входить в делегации, направляющиеся на международные переговоры, проводимые Европейской комиссией. Некоторые евродепутаты хотели добиться от комиссии обещания, что она будет выступать с законодательными предложениями в определённых областях, если поступит запрос от парламента. Но Баррозу не согласился, ответив, что это ограничит право комиссии на свободную инициативу. Вместо этого комиссия будет направлять официальный ответ на запросы парламента в течение трёх месяцев и подготавливать законопроекты в течение года, если найдёт это правильным. Также Баррозу отказался дать парламенту право вето на назначение специальных представителей ЕС. В настоящий момент кандидатуры специальных представителей определяет Верховный представитель Союза по иностранным делам и политике безопасности.

## Деятельность

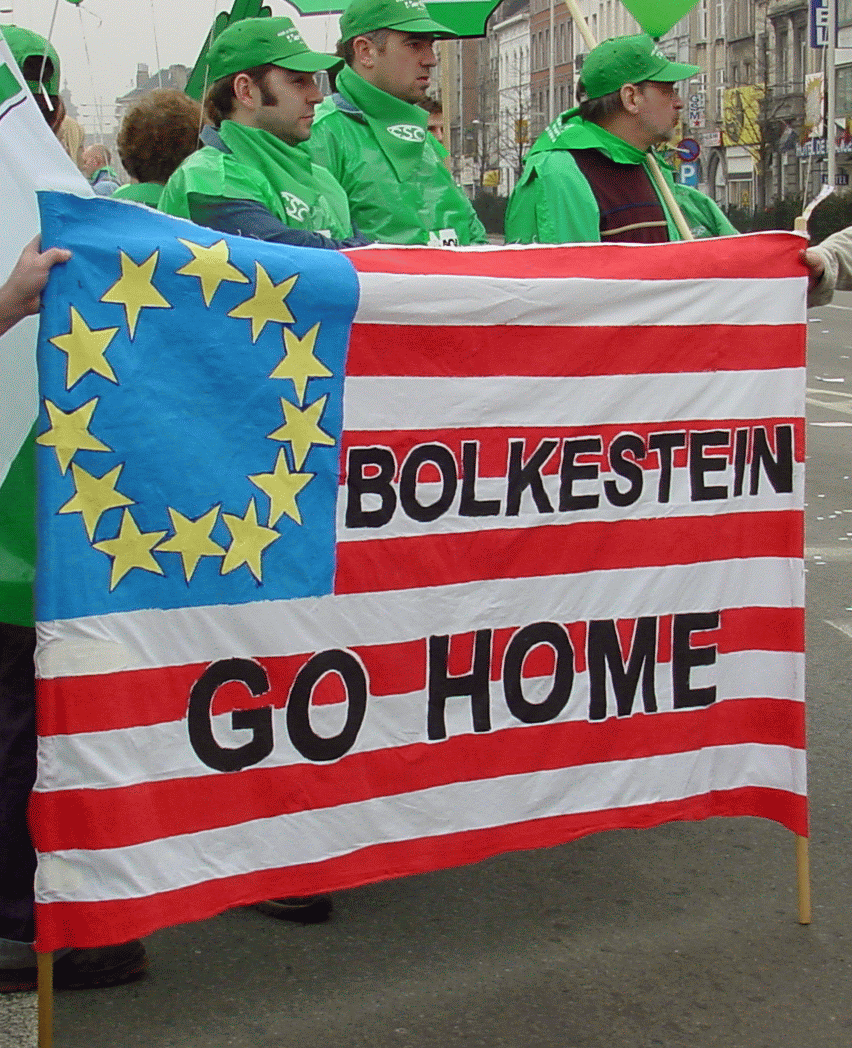
«Директива Болкестайна» встретила серьёзное сопротивление

Существовало несколько резонансных законопроектов за время деятельности Баррозу как унаследованных от комиссии Проди, так и инициированных новой Еврокомиссией. Например, либерализация союзной сферы услуг «Директивой Болкестайна», крупнейший законодательный акт ЕС «REACH»

### Сфера услуг
Одним актом, унаследованным от комиссии Романо Проди, была Директива об услугах на внутреннем рынке, известная как «Директива Болкестайна», целью которой была либерализация сферы услуг. Первый вариант директивы был встречен протестами не только со стороны профсоюзов и граждан, но и со стороны некоторых глав государств-членов ЕС. Наибольшее возмущение вызвал принцип «страны происхождения». Он заключался в том, что компания, зарегистрированная в одной стране ЕС, но работающая в другой, может подчиняться законам страны регистрации. Это, по мнению критиков, привело бы к перемещению фирм в государства с меньшей заработной платой, более мягкими правилами в области защиты окружающей среды, прав потребителей и в области безопасности. На этом фоне появилось и получило большое распространение выражение «польский сантехник» как синоним дешёвой рабочей силы из Восточной Европы.
16 февраля в Европарламенте состоялось первое чтение этого законопроекта. Депутаты внесли ряд поправок в директиву, после чего приняли документ: 391 голос за, 213 против. Кроме исключения принципа «страны происхождения», европарламентарии сократили количество областей, на которые распространятся новые правила. Так, депутаты решили, что директива не должна затрагивать здравоохранение, общественный транспорт, теле и радиовещание и социальные услуги. Также парламент принял список причин, по которым страна может ограничить деятельность иностранных поставщиков, например, национальная безопасность, защита окружающей среды и здоровья населения.
Исправленный вариант документа Еврокомиссия внесла в Совет Европейского союза — второй законодательный орган союза. 29 мая 2006 года директива с изменениями, внесёнными парламентом, была принята. Акт отправился в Европарламент на второе чтение. Уже 15 ноября депутаты утвердили его, а 12 декабря документ был поддержан на втором чтении в Совете ЕС. 27 декабря 2006 года Директива об услугах на внутреннем рынке была опубликована.

### Роуминг
«Регламент о роуминге в Европейском союзе», который получил широкую общественную поддержку, был предложен комиссаром по информационному обществу и СМИ Вивиан Рединг в 2007. Закон ограничил плату за звонки с мобильного телефона, сделанные в любой стране ЕС. Международная ассоциация операторов GSM, объединяющая более 700 провайдеров телефонной связи, назвала регламент ненужным и вредным для инновационного развития рынка.
В 2012 году Европейский парламент одобрил очередное снижение цен на звонки из одной страны ЕС в другую. Также парламентарии установили максимальные цены на пользование интернетом в роуминге и попросили Еврокомиссию установить к 2016 году единую ставку на переговоры по мобильному телефону на всей территории ЕС.

### Дорожное движение
19 января 2013 года вступила в силу директива, предложенная комиссией в 2006 году и предполагающая введение во всех странах союза единых водительских прав. Похожие на пластиковую кредитную карту новые права заменят более ста типов водительских удостоверений, использовавшихся до 2013 года в странах-членах. В зависимости от желания конкретной страны союза на выдаваемые в этой стране права может быть нанесена закодированная информация о владельце (электронный чип). Единые права необходимо обменивать раз в десять лет (или пятнадцать, если национальное правительство решит продлить срок действия). При обмене прав не обязательно проходить тест на знание правил. Старые водительские удостоверения останутся действительными до окончания их срока действия, не превышающего 19 января 2033 года. Для профессиональных водителей единые права на управление транспортным средством действуют пять лет. При каждом обмене профессиональные водители должны пройти медицинскую комиссию. Также вводятся общие правила для водителей скутеров и мотоциклов. Реформа поможет, как ожидается, предотвратить «туризм за водительскими правами», когда лишённый удостоверения в одной стране союза подавал заявку на получение прав в другой.
7 ноября 2013 года вступает в силу Директива «о трансграничном обмене информацией, касающейся дорожной безопасности в части нарушений правил дорожного движения», принятая в 2011 году по предложению Еврокомиссии. Государства-члены теперь должны обмениваться данными о гражданах, совершивших нарушение ПДД не в стране своего проживания. Новые правила положат конец безнаказанности европейских водителей, которые, нарушая ПДД в одной стране ЕС, уходят от ответственности, так как проживают в другой части союза. Ранее страны ЕС не могли должным образом следить за нарушениями правил, совершаемыми негражданами, но со вступлением в силу директивы государства-члены могут найти нарушителя и направить ему штраф в любую страну ЕС, кроме Великобритании, Ирландии и Дании, не присоединившихся к документу. Трансграничному преследованию будет способствовать создание общей электронной сети обмена данными между европейскими полицейскими.

### Другие акты
Директива о «Регистрации, определении качества, разрешении и ограничении химических веществ» была ещё одним законодательным документом, принятым после 3 лет переговоров. Она регулирует использование более 30 тысяч химических веществ, распространённых в ЕС, по степени их риска окружающей среде и здоровью человека. По новым правилам, власти больше не должны доказывать токсичность соединения, а производители должны показать безопасность препаратов. Испытания опасности веществ отслеживает специальное агентство, которое может их регистрировать и запрещать.
С тех пор как комиссия предложила директиву в 2003 году, началась напряжённая борьба между промышленниками, стремившимися ослабить ограничения, и экологами. В ноябре 2005 года Европарламент принял директиву в первом чтении. В декабре Совет Европейского союза одобрил более мягкую редакцию. Европейским деятелям опять пришлось искать компромисс. 18 декабря 2006 года директива была окончательно утверждена Советом.
10 января 2007 года Еврокомиссия впервые объявила о планах введения энергетической политики ЕС, целью которой должны стать борьба с изменением климата и сокращение выбросов парниковых газов на 20 % к 2020 году и доведение к 2020 году доли энергии из возобновляемых источников до 20 %. Энергетическая политика также должна привести к единому энергетическому рынку, менее зависимой от углеводородов экономике и через это к большей независимости от экспортёров энергоносителей.
Европейский комиссар по вопросам конкуренции Нели Крус занималась ещё одной проблемой, доставшейся от комиссии Проди, — делом о злоупотреблении доминирующим положением на рынке компании «Microsoft». «Microsoft» отказался соблюдать требования комиссии и за это получил штраф в 497 миллионов евро, самый крупный штраф, который Еврокомиссия когда-либо накладывала на отдельную компанию. В процессе Европейский союз против «Майкрософт» компания проиграла в Европейском суде справедливости и согласилась сотрудничать с комиссией..
3 марта 2010 года Баррозу объявил о программе «Европа 2020» — стратегии 10-летнего развития Европейской экономики. Она предусматривает «разумный, устойчивый, всеобъемлющий рост» с большим сотрудничеством национальных и европейского правительств.
5 декабря 2012 года антимонопольные регуляторы комиссии оштрафовали «Philips», «LG Electronics», «Samsung», «Panasonic» и «Toshiba» за завышение цен на электронно-лучевые телевизоры. Самый большой штраф был наложен на «Philips» (313,4 миллиона евро), после него — на «LG Electronics» (295.6 миллионов).
18 октября 2013 года после четырёхлетних переговоров Жозе Мануэл Баррозу и премьер-министр Канады Стивен Харпер подписали соглашение о свободной торговле между ЕС и Канадой. Ожидается, что этот договор увеличит объёмы двусторонней торговли на 23 % или 25,7 миллиардов евро. Как только соглашение вступит в силу, будут отменены 99 % торговых пошлин с обеих сторон. Также произойдет либерализация тарифов на сельскохозяйственный товары и продукцию рыболовства. Нетарифные методы регулирования, такие как технические регламенты, стандарты и процедуры оценки соответствия, должны быть упрощены, поставлена цель наладить взаимодействие между регулирующими организациями обеих сторон. Соглашение упростит или ликвидирует барьеры для инвестиций, повысит правовую определённость для бизнеса.

## Состав

### Первая комиссия
С 2004 года в комиссии было 25 комиссаров. Их число увеличилось до 27 в 2007 году. В комиссии за всё время деятельности работали 10 женщин. Баррозу заявлял, что хотел бы, чтобы в его комиссии было больше женщин, чем в предыдущих, и обещал использовать своё влияние для достижения этого. Большинство комиссаров (20) родились в 40-50 годах. Самый молодой — Олли Рен (род. в 1962), самый пожилой — Жак Барро (1937).
Комиссары являлись представителями трёх крупнейших политических партий: « Альянс либералов и демократов за Европу» (8), «европейская народная партия» (8), «Партия европейских социалистов» (6) и независимые (4)
|  | Комиссар                | Фотография | Должность                                                                                                | Страна                  | Партия       | Примечания |
|  | ----------------------- | ---------- | --- | ----------------------- | ------------ | --- |
|  | Жозе Мануэл Баррозу     |            | Председатель                                                                                             | Португалия              | ЕНП          | |
|  | Маргот Валльстрём       |            | Заместитель председателя Европейской комиссии; Институциональная реформа и коммуникационная стратегия    | Швеция                  | ПЕС          | |
|  | Гюнтер Ферхойген        |            | Заместитель председателя Европейской комиссии; Промышленность и предпринимательство                      | ФРГ                     | ПЕС          | |
|  | Франко Фраттини         |            | Заместитель председателя Европейской комиссии; Юстиция, свобода и безопасность                           | Италия                  | ЕНП          | Работал до 23 апреля 2008 года |
|  | Антонио Таяни           |            | Заместитель председателя Европейской комиссии; Транспорт                                                 | Италия                  | ЕНП          | Работал с 18 июня 2008 |
|  | Жак Барро               |            | Заместитель председателя Европейской комиссии; Юстиция, свобода и безопасность                           | Франция                 | ЕНП          | До 2008 был комиссаром по транспорту. Взял портфель по юстиции, свободе и безопасности, когда ушёл Фраттини. Преемник Фраттини занялся транспортом.                                                               |
|  | Сийм Каллас             |            | Заместитель председателя Европейской комиссии; Административные вопросы, аудит и борьба с мошенничеством | Эстония                 | АЛДЕ         | |
|  | Хоакин Альмуния         |            | Экономика и финансы                                                                                      | Испания                 | ПЕС          | |
|  | Чарльз Маккриви         |            | Внутренний рынок и услуги                                                                                | Ирландия                | АЛДЕ         | |
|  | Марианн Фишер Боэль     |            | Сельское хозяйство и развитие села                                                                       | Дания                   | АЛДЕ         | |
|  | Неели Крус              |            | Конкуренция                                                                                              | Нидерланды              | АЛДЕ         | |
|  | Питер Мандельсон        |            | Торговля                                                                                                 | Соединённое королевство | ПЕС          | Работал до 3 октября 2008 |
|  | Кэтрин Эштон            |            | Торговля                                                                                                 | Соединённое королевство | ПЕС          | 1 декабря 2009 года Эштон стала Верховным представителем союза по иностранным делам и политике безопасности. |
|  | Джо Борг                |            | Рыболовство и морские дела                                                                               | Мальта                  | ЕНП          | |
|  | Страврос Димас          |            | Окружающая среда                                                                                         | Греция                  | ЕНП          | |
|  | Маркос Киприану         |            | Здравоохранение                                                                                          | Республика Кипр         | АЛДЕ         | Работал до 3 марта 2008. До 1 января 2007 портфель включал защиту прав потребителей. |
|  | Андрулла Василиу        |            | Здравоохранение                                                                                          | Республика Кипр         | АЛДЕ         | С 3 марта 2008 |
|  | Луи Мишель              |            | Развитие и гуманитарная помощь                                                                           | Бельгия                 | АЛДЕ         | Работал до 17 июля 2009 |
|  | Карел де Гухт           |            | Развитие и гуманитарная помощь                                                                           | Бельгия                 | АЛДЕ         | С 17 июля 2009 |
|  | Олли Рен                |            | Расширение                                                                                               | Финляндия               | АЛДЕ         | |
|  | Владимир Шпидла         |            | Занятость, социальные вопросы и равные возможности                                                       | Чехия                   | ПЕС          | |
|  | Ласло Ковач             |            | Налогообложение и таможенный союз                                                                        | Венгрия                 | ПЕС          | |
|  | Даля Грибаускайте       |            | Финансовое планирование и бюджет                                                                         | Литовская республика    | Беспартийная | Работала до 1 июля 2009 |
|  | Альгирдас Шемета        |            | Финансовое планирование и бюджет                                                                         | Литовская республика    | Беспартийный | С 1 июля 2009 |
|  | Бенита Ферреро-Вальднер |            | Внешняя политика и европейская политика соседства                                                        | Австрия                 | ЕНП          | С 1 декабря 2009 года Кэтрин Эштон стала Верховным представителем союза по иностранным делам и забрала функции комиссара по внешней политике. Однако Ферреро-Вальднер сохранила контроль над политикой соседства. |
|  | Ян Фигель               |            | Образование и культура                                                                                   | Словакия                | ЕНП          | До 1 января 2007 года портфель включал вопросы многоязычия. |
|  | Данута Хюбнер           |            | Региональная политика                                                                                    | Польша                  | Беспартийная | До 4 июля 2009 |
|  | Павел Самецкий          |            | Региональная политика                                                                                    | Польша                  | Беспартийный | С 4 июля 2009 |
|  | Андрис Пиебалгс         |            | Энергетика                                                                                               | Латвия                  | АЛДЕ         | |
|  | Янез Поточник           |            | Наука и исследования                                                                                     | Словения                | Беспартийный | |
|  | Вивиан Рединг           |            | Информационное общество и СМИ                                                                            | Люксембург              | ЕНП          | |
|  | Меглена Кунева          |            | Защита прав потребителей                                                                                 | Болгария                | АЛДЕ         | С 1 января 2007 года. До этого портфель был частью комиссариата по здравоохранению. |
|  | Леонард Орбан           |            | Многоязычие                                                                                              | Румыния                 | Беспартийный | C 1 января 2007 года. До этого портфель был частью комиссариата по образованию и культуре. |

### Вторая комиссия
Вторая комиссия Баррозу была утверждена парламентом 9 февраля 2010 года. Её поддержали все партии, кроме «Зелёных», крайне левых и «консерваторов и реформистов». В состав комиссии впервые вошёл Верховный представитель по иностранных делам вследствие изменений, произведённых Лиссабонским договором.
Несмотря на призывы включить больше женщин, государства номинировали только 9 из 27 комиссаров. 13 комиссаров являются членами «Европейской народной партии» — главной сторонницы Баррозу в парламенте. 7 — представители либералов, столько же социалистов. 13 членов, включая всех вице-председателей, работали в прошлой комиссии. Новшества заключались в разделении портфеля юстиции, свободы и безопасности, создании поста комиссара по климату и отмене разделений, сделанных в 2007 году для Болгарии и Румынии.
|  | Имя комиссара                                             | Фотография | Должность | Государство             | Партия                          | Примечания                      |
|  | --------------------------------------------------------- | ---------- | --- | ----------------------- | ------------------------------- | ------------------------------- |
|  | Жозе Мануэль Баррозу                                      |            | Председатель Европейской комиссии | Португалия              | ЕНП Национальная: PSD           |                                 |
|  | Кэтрин Эштон                                              |            | Первый вице-президент; верховный представитель по иностранным делам и политике безопасности | Соединённое королевство | ПЕС Национальная: Лейбористы    |                                 |
|  | Вивиан Рединг                                             |            | Вице-президент; юстиция, права и гражданство | Люксембург              | ЕНП Национальная: ХСНП          |                                 |
|  | Хоакин Альмуния                                           |            | Вице-президент; конкуренция | Испания                 | ПЕС Национальная: ИСРП          |                                 |
|  | Сийм Каллас                                               |            | Вице-президент; транспорт | Эстония                 | АЛДЕ Национальная: ПРЭ          |                                 |
|  | Нели Крус                                                 |            | Вице-президент; цифровые технологии | Нидерланды              | АЛДЕ Национальная: VVD          |                                 |
|  | Антонио Таяни                                             |            | Вице-президент; Промышленность и предпринимательство | Италия                  | ЕНП Национальная: PDL           |                                 |
|  | Марош Шефчович                                            |            | Вице-президент; Межинституциональные отношения и административные вопросы 01.10.2009 — 08.02.2010: Образование, культура, молодёжная политика 16.10.2012 — 28.11.2012: Здравоохранение и защита прав потребителей | Словакия                | ПЕС Национальная: Smer          |                                 |
|  | Олли Рен (до 16 июля 2014) Юрки Катайнен (с 16 июля 2014) |            | Вице-президент; Экономика, денежно-кредитная политика | Финляндия               | АЛДЕ Национальная: Центр        |                                 |
|  | Янез Поточник                                             |            | Окружающая среда | Словения                | АЛДЕ Национальная: ЛДС          |                                 |
|  | Андрис Пиебалгс                                           |            | Развитие | Латвия                  | ЕНП                             |                                 |
|  | Мишель Барнье                                             |            | Внутренний рынок и услуги | Франция                 | ЕНП Национальная: СНД           |                                 |
|  | Андрула Василиу                                           |            | Образование, культура, многоязычие и молодёжная политика | Республика Кипр         | АЛДЕ Национальная: ΕΔΙ          |                                 |
|  | Альгирдас Шемета                                          |            | Налогообложение и таможенный союз, аудит и борьба с мошенничеством | Литва                   | ЕНП                             |                                 |
|  | Карел де Гюхт                                             |            | Торговля | Бельгия                 | АЛДЕ Национальная: VLD          |                                 |
|  | Джон Далли                                                |            | Здравоохранение и защита прав потребителей | Мальта                  | ЕНП Национальная: PN            | Ушёл в отставку 16 октября 2012 |
|  | Тонио Борг                                                |            | Здравоохранение и защита прав потребителей | Мальта                  | ЕНП Национальная: PN            | Назначен 28 ноября              |
|  | Майре Геогеган Квин                                       |            | Исследования, инновации и наука | Ирландия                | АЛДЕ Национальная: Фианна Файл  |                                 |
|  | Януш Левандовский                                         |            | Финансовое планирование и бюджет | Польша                  | ЕНП Национальная: ГП            |                                 |
|  | Мария Даманаки                                            |            | Морские дела и рыболовство | Греция                  | ПЕС Национальная: ПАСОК         |                                 |
|  | Кристалина Георгиева                                      |            | Международное сотрудничество, гуманитарная помощь, чрезвычайные ситуации | Болгария                | ЕНП Предложена партией «ГЕРБ»   |                                 |
|  | Гюнтер Оттингер                                           |            | Энергетика | Германия                | ЕНП Национальная: ХДС           |                                 |
|  | Йоханнес Хан                                              |            | Региональная политика | Австрия                 | ЕНП Национальная: АНП           |                                 |
|  | Конни Хедегаард                                           |            | Климат | Дания                   | ЕНП Национальная: КНП           |                                 |
|  | Штефан Фюле                                               |            | Расширение и европейская политика соседства | Чехия                   | ПЕС National: ČSSD              |                                 |
|  | Ласло Андор                                               |            | Занятость, социальные вопросы и политика социальной интеграции | Венгрия                 | ПЕС Национальная: ВСП           |                                 |
|  | Сесилия Мальмстрём                                        |            | Внутренние дела | Швеция                  | АЛДЕ Национальная: FP           |                                 |
|  | Дачан Чолош                                               |            | Сельское хозяйство и развитие села | Румыния                 | ЕНП Беспартийный, предложен PDL |                                 |